# Párizs–Lille-vasútvonal
A Párizs–Lille-vasútvonal egy 251 km hosszúságú, 25 kV 50 Hz áramrendszerrel villamosított, normál nyomtávolságú, végig kétvágányú vasúti pálya kétvágányú vasúti fővonal Franciaországban Párizs és Lille között. Szárnyvonalai kapcsolatot biztosítanak Belgium és Nagy-Britannia felé. 1846. június 20-án nyílt meg, ezzel Franciaország legidősebb vasútvonalai közé tartozik. A vonatok engedélyezett legnagyobb sebessége 160 km/h.
Miután megnyílt az LGV Nord nagysebességű vonal Párizs és Lyon között 1993-ban, a jelentősége csökkent az (elsősorban távolsági és nemzetközi) utasforgalomban.

### Fontosabb állomások
A legfontosabb állomások a Párizs–Lille-vasútvonalon:
- Gare du Nord (Párizs)
- Gare de Creil
- Gare de Longueau
- Gare d ' Arras
- Gare de Douai
- Gare de Lille-Flandres

## Szolgáltatások
A Párizs–Lille-vasútvonalon a következő személyszállítási szolgáltatások működnek:
- TGV, Thalys , Eurostar nagysebességű szolgáltatások, Párizs és Villiers-le-Bel-Gonesse között, továbbá egy rövid szakaszon Lille és Arras közelében;
- TGV Arras és Lille között;
- Intercités:
  - Párizs és Boulogne közötti Intercités: Párizs és Longueau között;
  - Párizs és Cambrai vagy Maubeuge közötti Intercités: Párizs és Creil között;
- TER Picardie, TER Nord-Pas-de-Calais regionális szolgáltatások az egész vonalon;
- Transilien regionális szolgáltatások  Párizs és Saint-Denis között;
- RER D Párizsi gyorsvasút Párizs és Creil között.

## Képgaléria

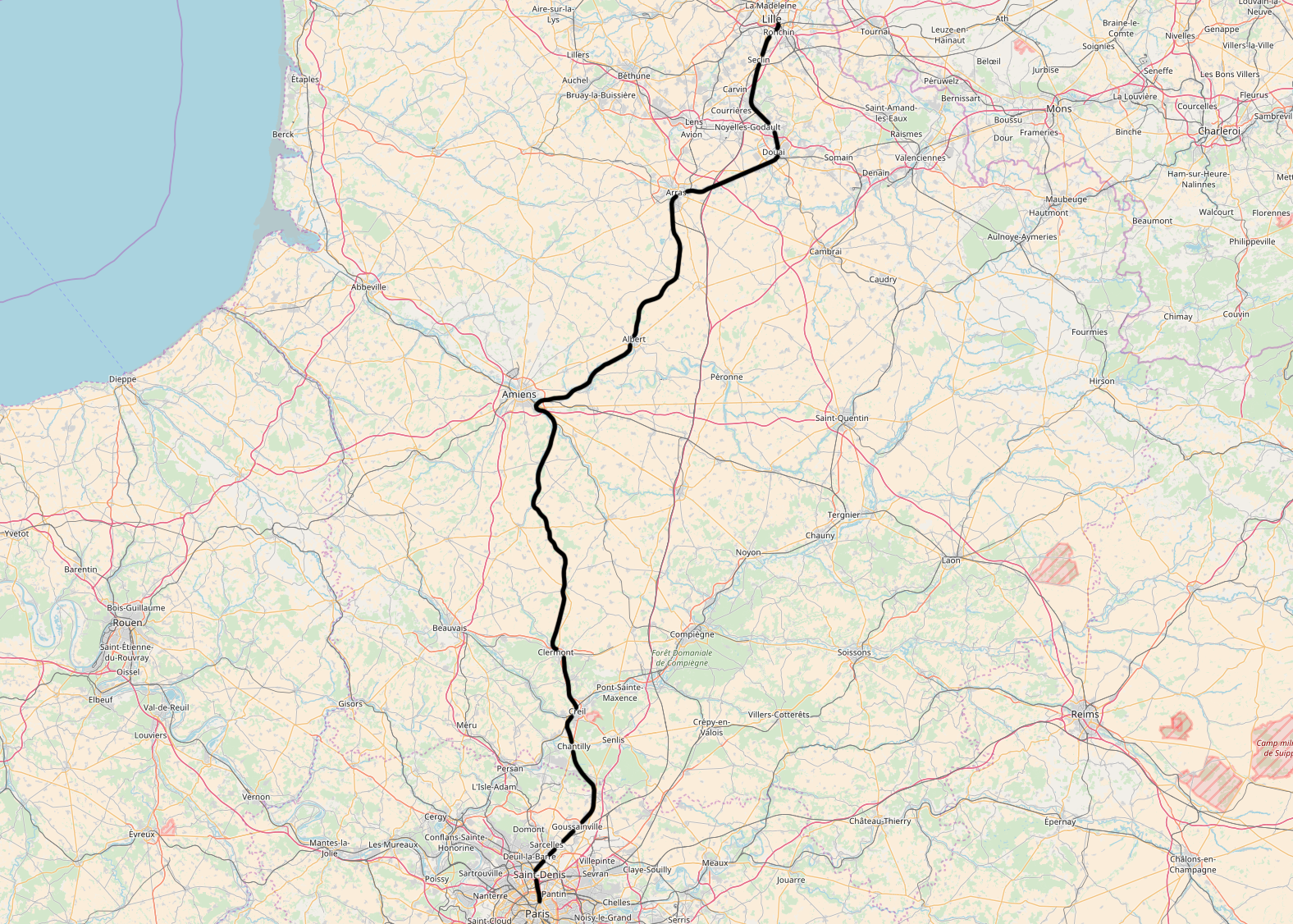
A vasútvonal térképvázlata
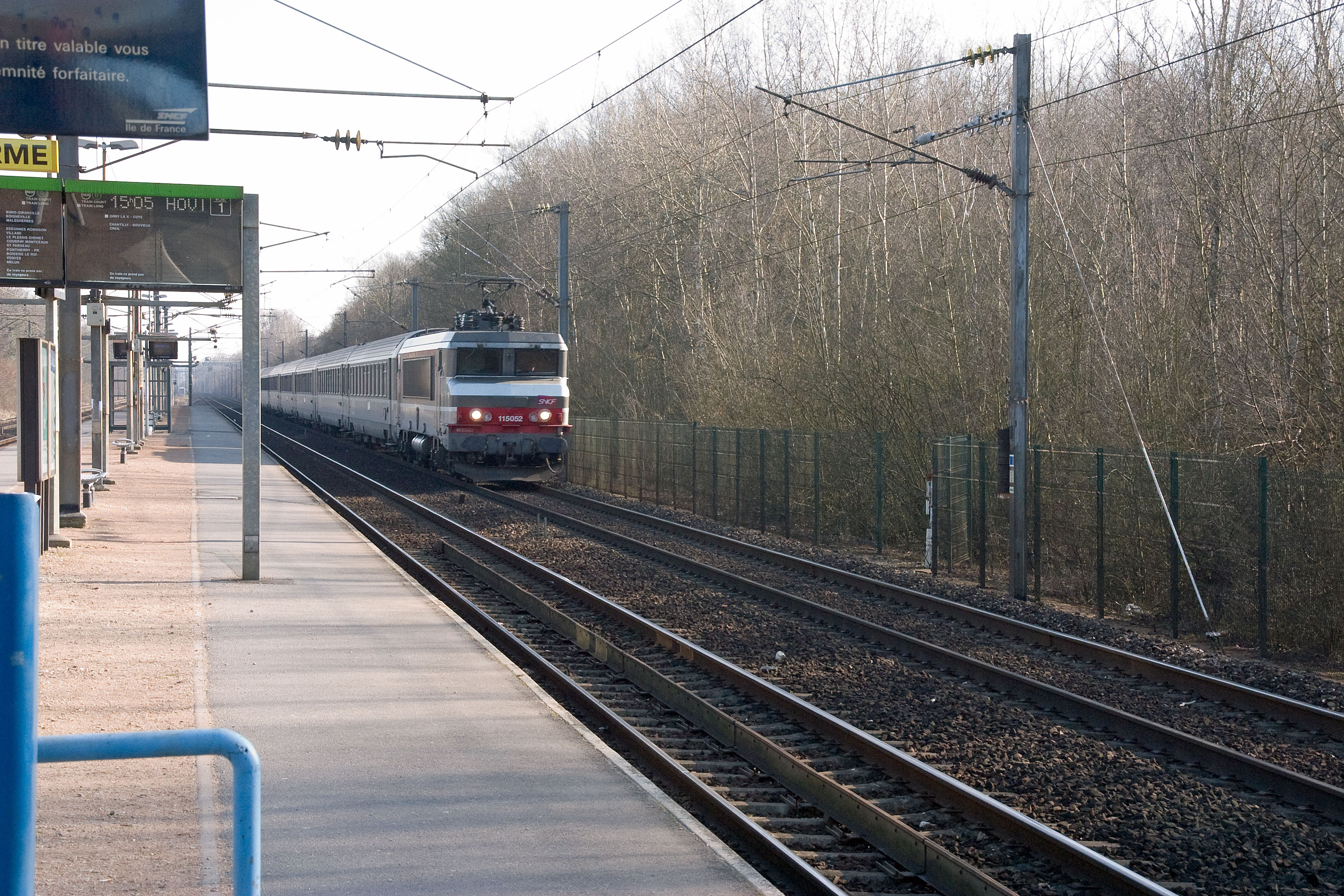
Vonat halad át a Gare de La Borne Blanche állomáson
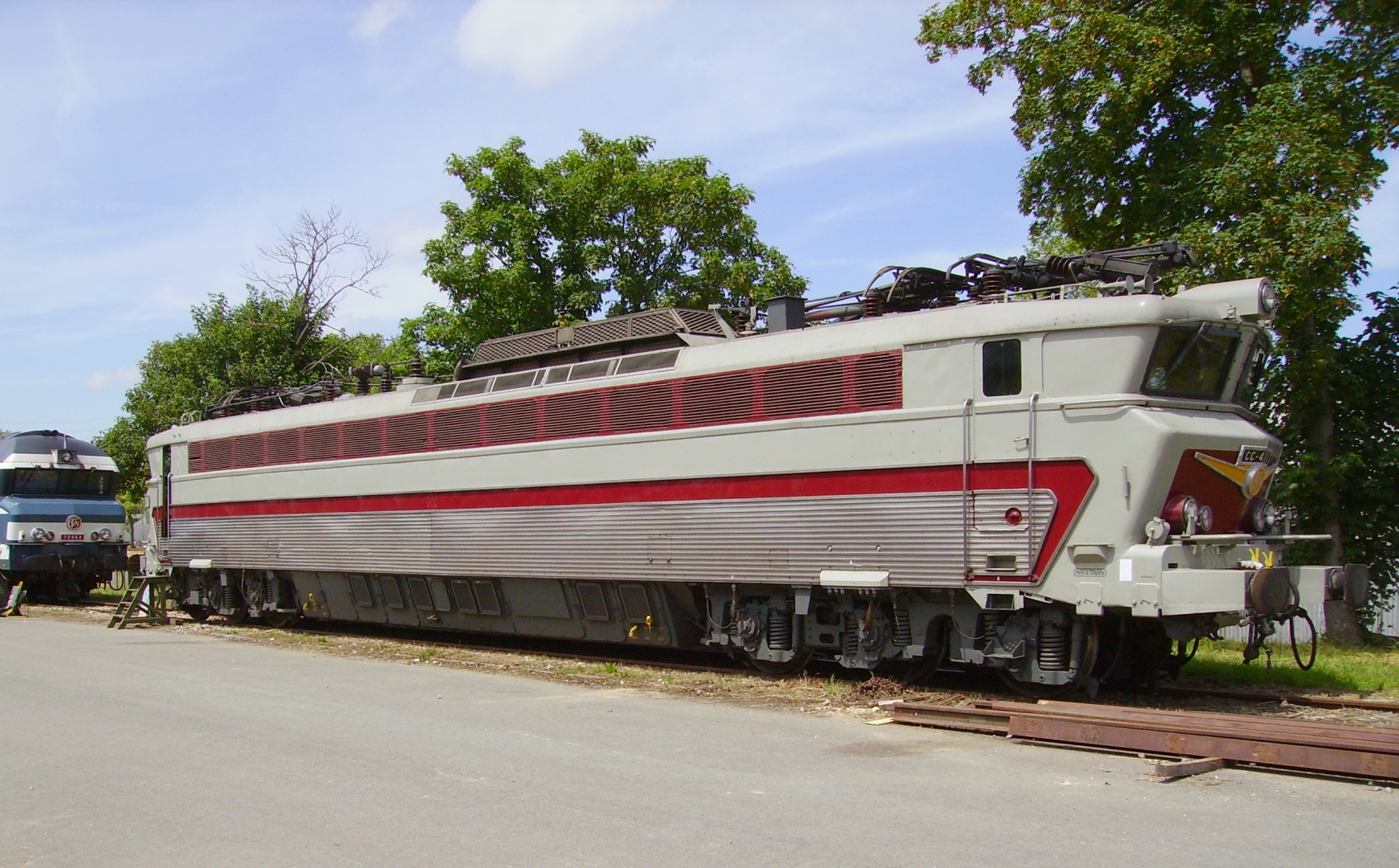
A vasútvonal egykori nagyteljesítményű CC 40100 sorozatú villamosmozdonya